# Vlag van Öland
De vlag van Öland kan verwijzen naar drie verschillende vlaggen.

## Vlag van het landschap Öland
De vlag van het landschap Öland is een rechthoekige banier van het wapen van deze Zweedse landschap. Ten minste sinds de jaren 1980 dient het wapen ook als landschapvlag voor Öland. Deze wordt algemeen gebruikt in de provincie. De vlag bestaat uit een blauw veld met een gouden lopend hert met een rood gewei en rode hoeven.
Het wapen van Öland werd opgenomen in de begrafenisstoet van Gustaaf Wasa in 1560. De eerste afbeelding is te vinden in een manuscript uit 1562, waar het hert een andere kleur heeft op het wapen. In 1569 kreeg de koningin Katarina Stenbock als leengoed en de provincie kreeg een wapen met twee herten boven elkaar, mogelijk met het veld bestrooid met rozen. De gelijkenis van de provincienamen en -wapens leidde echter al snel tot verwarring, en in 1884 werd het wapen van Öland vastgesteld als "In een blauw veld, twee elkaar kruisende herten, goud, en negen vijfbladige rozen, zilver, in drie rijen.". Bij de herziening in 1944 werd het eerdere uiterlijk echter hersteld en kreeg het hert een kraag om de koninklijke jachtprooi aan te duiden - en om het wapen te onderscheiden van dat van Åland, dat oorspronkelijk bedoeld was voor Öland, maar per ongeluk door een naamsverwisseling aan Åland was toegekend.

## Onofficiële streekvlag van Öland
De onofficiële streekvlag van Öland bestaat uit een groene achtergrond met geel Scandinavisch kruis. De vlag lijkt op de vlag van Gotland, alleen zijn de kleuren omgekeerd. De groene achtergrond symboliseert de vegetatie op het eiland. Het gele kruis, dat ook in de Zweedse vlag voorkomt, geeft aan dat het eiland verbonden is met Zweden.
Begin jaren 1970 namen twee Öland-kunstenaars de Zweedse vlag als uitgangspunt en vervingen het blauw door groen (voor de natuur van het eiland). Het tweede voorstel is blauw-geel-groen. Dit werd in 1972 voorgesteld en moest een groen eiland in de blauwe zee symboliseren, met geel als Zweedse connectie.